# 新泉 (成田市)
新泉（しんいずみ）は、千葉県成田市の大字。2017年10月31日現在の人口は0人。工業団地である野毛平工業団地が所在する。郵便番号286-0825。

## 地理
北は小泉、東は小泉、南は野毛平、南西は西和泉、西は東和泉に隣接している。

## 小・中学校の学区
市立小・中学校に通う場合、学区は以下の通りとなる。
| 番地 | 小学校             | 中学校             |
| ---- | ------------------ | ------------------ |
| 全域 | 成田市立久住小学校 | 成田市立久住中学校 |

## 施設
- 日本製薬創薬研究所・製剤技術研究所
- フレッシュ食品
- ファインケメティックス
- 日本通運成田空港第二物流センター
- 米屋第二工場
- 日本通運成田空港第三物流センター
- 東京航空クリーニング成田工場
- 昭和飛行機工業
- 野毛平工業団地連絡協議会管理事務所
- オリヂナル成田工場
- タルチンケスター成田工場
- サウンドハウス
- 三和機材成田工場
- ジャムコ
- 堀口エンジニアリング
- サンリツ成田事業所
- 戸田建設成田PC工場
- ガラスリソーシング
- 大成化工成田工場
- 岩井金属
- 南関東ふそう
- MOLDINO成田工場
- ヤマト化学工業成田工場
- 鉄建建設建設技術総合センター
- 野毛平工業団地処理場施設
- 日本製薬成田工場

## 交通

### 鉄道
同地には鉄道駅はないが、路線バスを利用して京成成田駅に行くことができる。

### バス
- 千葉交通
  - 野毛平工業団地線（京成成田駅東口～野毛平工業団地第5）[6]
    - （野毛平） - 野毛平工業団地第1 - 野毛平工業団地第2 - 野毛平工業団地第3 - 野毛平工業団地第4 - 野毛平工業団地第5

### 道路
- 国道
  - 国道51号